# باشگاه فوتبال فیملیکافلاخ هافنارفیوردور
باشگاه فوتبال فیملیکافلاخ هافنارفیوردور (به ایسلندی: Fimleikafélag Hafnarfjarðar) باشگاهی در شهر هافنارفیوردور، ایسلند است.
این باشگاه در سال ۱۹۲۹ میلادی تأسیس شده‌است.

## افتخارات
- لیگ برتر فوتبال ایسلند: ۶
  - ۲۰۰۴، ۲۰۰۵، ۲۰۰۶، ۲۰۰۸، ۲۰۰۹، ۲۰۱۲
- جام حذفی فوتبال ایسلند: ۲
  - ۲۰۰۷، ۲۰۱۰
- لیگ کاپ ایسلند: ۵
  - ۲۰۰۲، ۲۰۰۴، ۲۰۰۶، ۲۰۰۷، ۲۰۰۹
- سوپر جام فوتبال ایسلند: ۶
  - ۲۰۰۴، ۲۰۰۶، ۲۰۰۸، ۲۰۰۹، ۲۰۱۰، ۲۰۱۳